# GC Amicitia Zurigo
Il Grasshopper-Club Amicitia Zürich è una squadra di pallamano maschile svizzera con sede a Zurigo.

È nato nel 2010 dalla fusione del Grasshopper-Club con il ZMC Amicitia.

## Palmarès

### Titoli nazionali
- Campionato svizzero: 26 
1949-50, 1950-51, 1951-52, 1953-54, 1954-55, 1955-56, 1956-57, 1961-62, 1962-63, 1963-64
1964-65, 1965-66, 1967-68, 1968-69, 1969-70, 1974-75, 1975-76, 1976-77, 1978-79, 1986-87
1987-88, 1988-89, 1990-91, 1991-92, 2007-08, 2008-09.[1]
- Coppa della Svizzera: 2
2008-09[2], 2021-22
- Supercoppa della Svizzera: 2
2008-09, 2009-10.[2]